# Drypetes monachinoi
Drypetes monachinoi là một loài thực vật có hoa trong họ Putranjivaceae. Loài này được Jabl. mô tả khoa học đầu tiên năm 1967.